# Elisabethwijk
De Elisabethwijk is een wijk gelegen in de stad Sint-Niklaas in Oost-Vlaanderen, gekend om haar art-deco-architectuur. De wijk ligt aan de oostelijke kant van het stadscentrum, rond het Koningin Elisabethplein en het Prins Leopoldplein. Enkele straten rondom de pleinen zijn vernoemd naar leden van de Belgische koninklijke familie. De noord- en oostgrens wordt gevormd door de R42, in het westen ligt de Stationswijk. 

## Geschiedenis
De Elisabethwijk ontstond in de vroege 20e eeuw. Omwille van financiële redenen werd de wijk in twee fases gebouwd. Het zuidelijke deel kwam in de jaren twintig tot stand en het noordelijke in de jaren dertig. Het ontwerp van de wijk was in handen van stadsarchitect August Waterschoot. Daarnaast hebben ook andere Sint-Niklase architecten hun stempel op de wijk gedrukt. Uit dankbaarheid voor de rol die de Belgische koninklijke familie heeft gespeeld in de Eerste Wereldoorlog, werden verschillende straten vernoemd naar leden van het koningshuis, zoals het Koningin Elisabethplein, het Prins Leopoldplein, de Prins Karelstraat en de Prinses Marie-Joséstraat.
De wijk staat bekend voor de vele voorbeelden van art deco en nieuwe zakelijkheid, bouwstijlen die in het interbellum in de mode waren. Aan de rand van de wijk staat de zogenaamde Paterskerk, van de broeders Franciscanen.

## Galerij

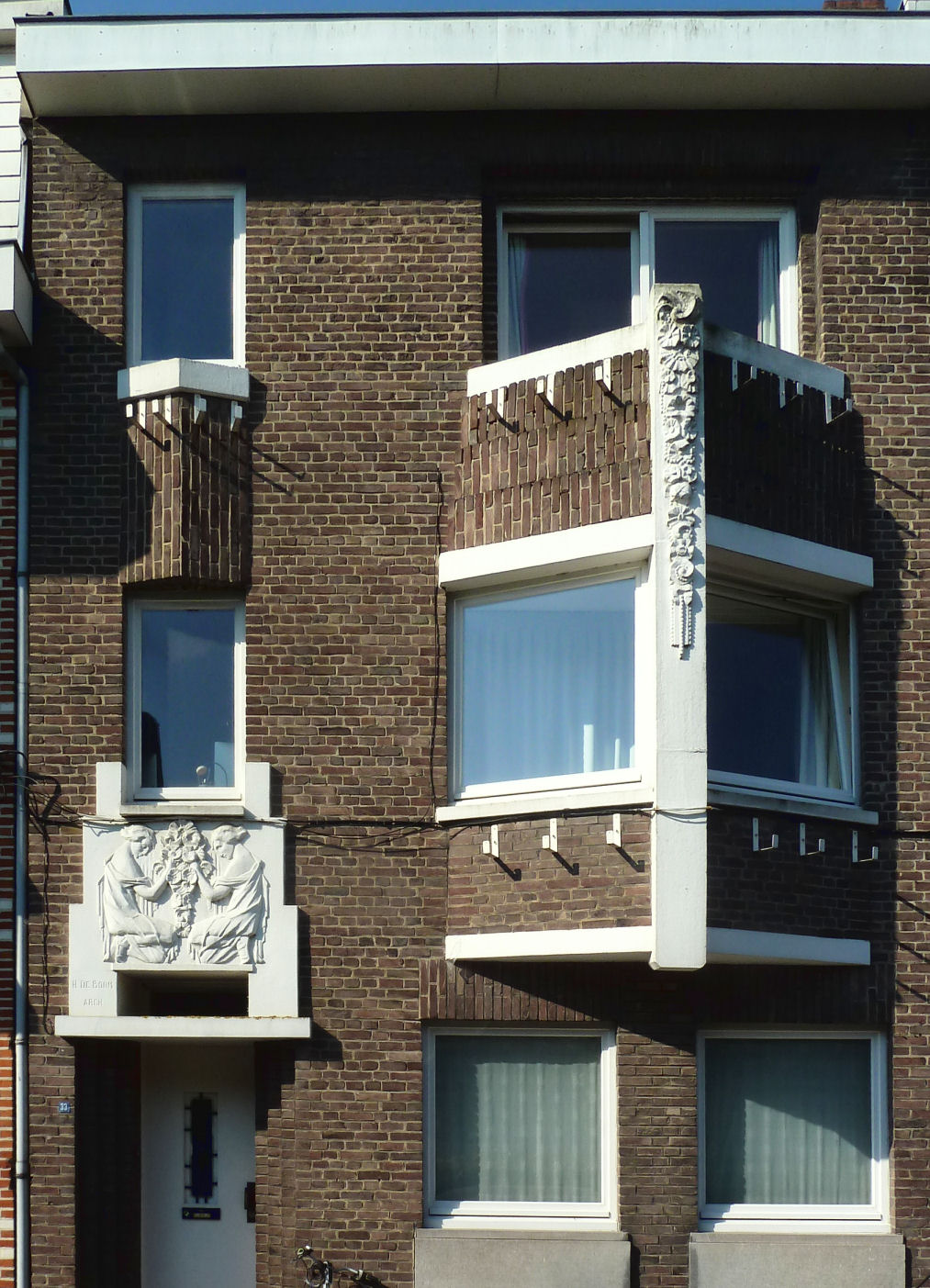
Woonhuis van beeldhouwer Robert Van de Velde, ontworpen door Hilaire de Boom aan de Koningin Elisabethlaan
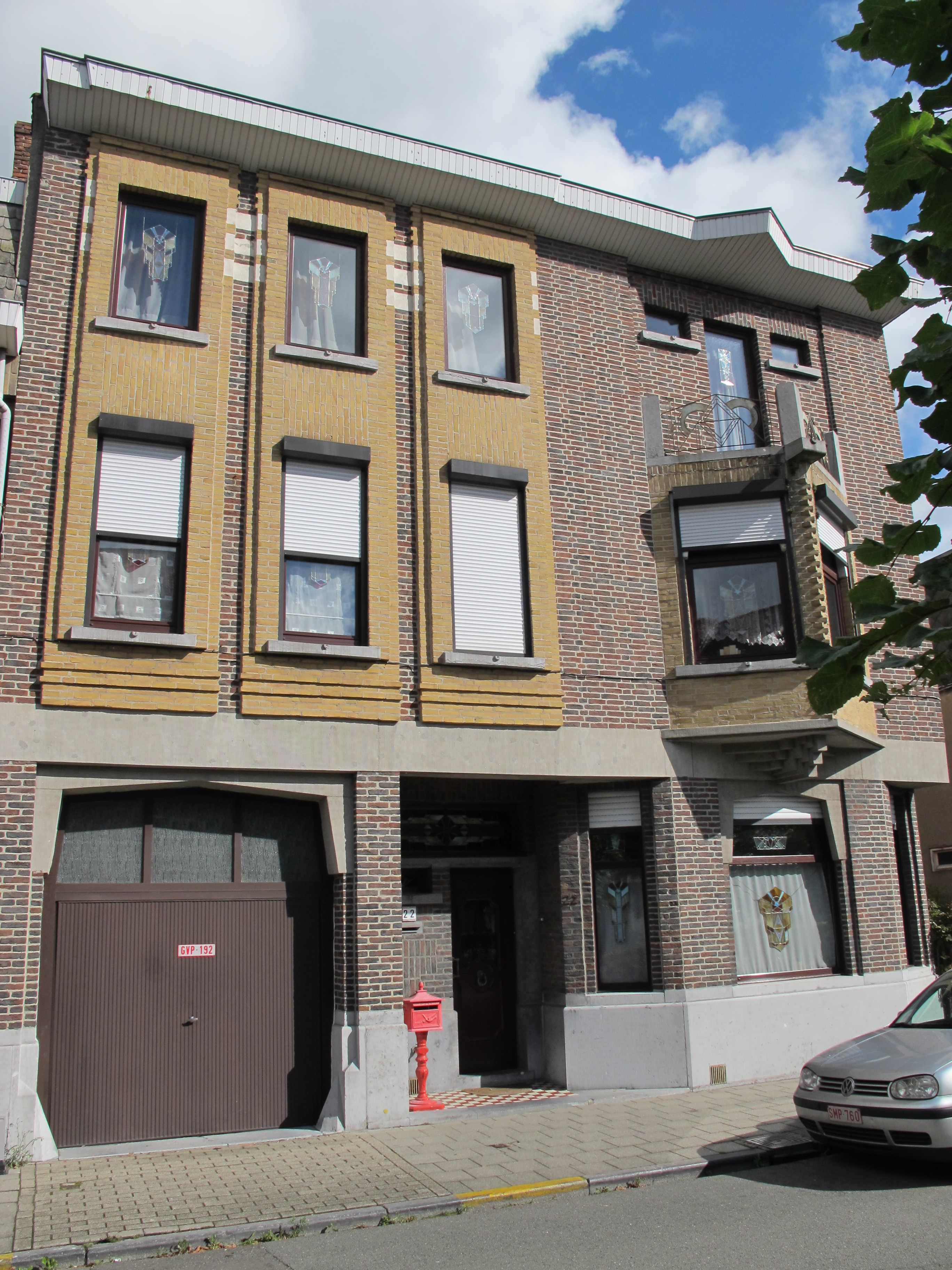
Art decohuis van Rafaël Waterschoot aan de Koningin Elisabethlaan
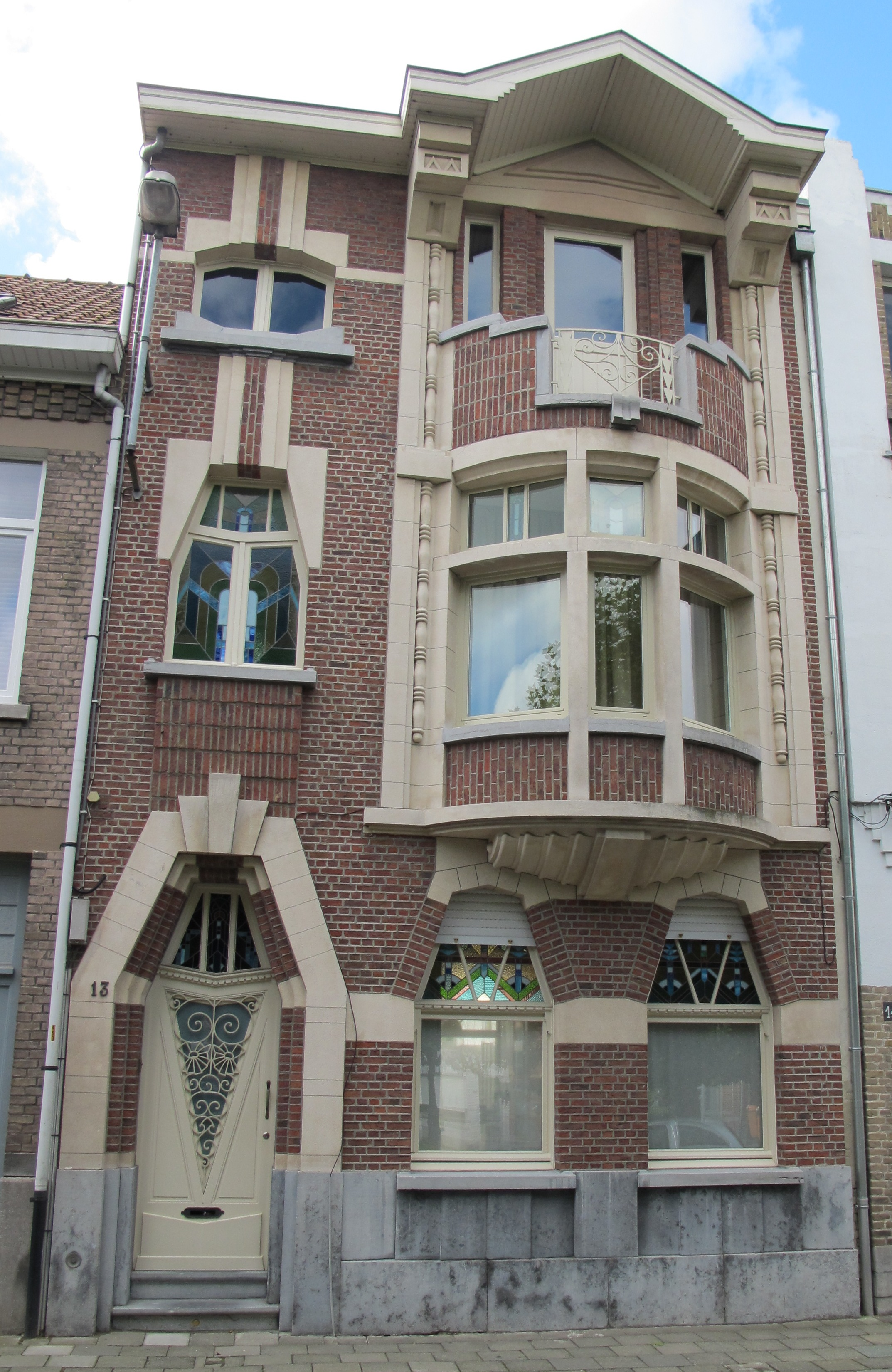
Art decohuis van August Waterschoot aan het Prins Leopoldplein